# Ryan Reaves
Ryan Reaves (Winnipeg, 20. siječnja 1987.) kanadski je igrač hokeja na ledu. 
Trenutno igra na poziciji desnog krila za američki klub St. Louis Blues.

## Karijera
Reaves je u NHL-u debitirao 11. listopada 2010., odigrao je 15 minuta u pobijedi St. Louisa protiv Anaheim Ducksa (5-1). Prvi gol u NHL ligi je zabio 12. siječnja 2011. također protiv Anaheim Ducksa.
Ryan je sin Willarda Reavesa, bivšeg profesionalnog NFL i CFL igrača.